# مقاطعة رودبار
مقاطعة رودبار (بالفارسية: شهرستان رودبار) هي إحدى مقاطعات إيران محافظة غيلان في إيران. عاصمة المقاطعة هي رودبار. حسب تعداد 2006، بلغ عدد السكان 101,884 نسمة في 27,902 عائلة.